# لئوناردو فابریسیو سوارز دا کوستا
لئوناردو فابریسیو سوارز دا کوستا (به پرتغالی: Leonardo Fabricio Soares da Costa) هافبک اهل برزیل است که در شهر سائو خوزه دوس کامپس و در تاریخ ۳ مارس ۱۹۸۶ به دنیا آمده‌است.
لئوناردو فابریسیو سوارز دا کوستا در تیم‌های فوتبال Paulista سابقهٔ حضور دارد.